# Hamringe dagvattenpark

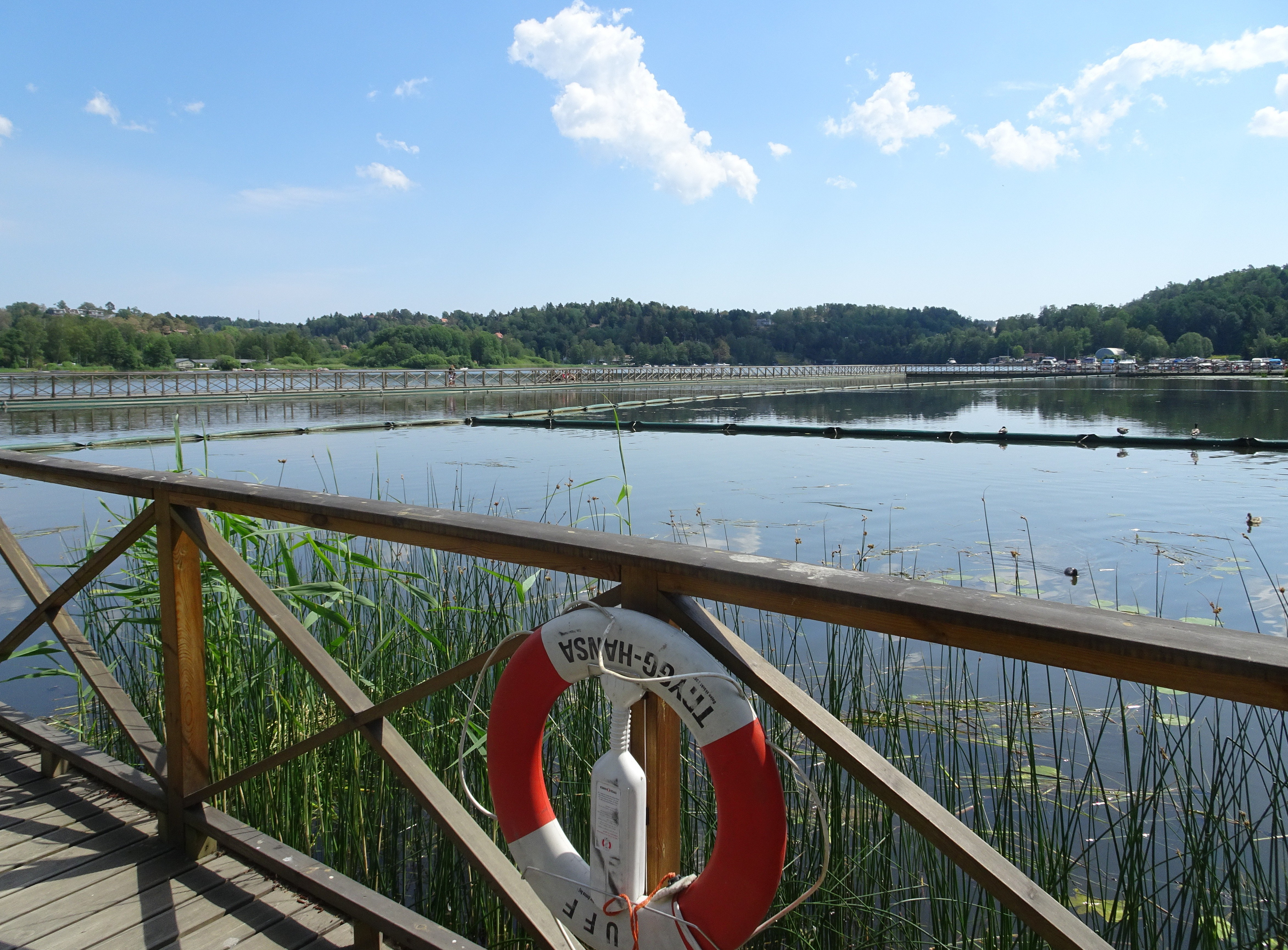
Dammarna i Hamringe dagvattenpark.

Hamringe dagvattenpark är en vattenreningsanläggning för dagvatten i södra delen av Tullingesjön i Botkyrka kommun. Anläggningen togs i bruk år 2012.

## Beskrivning
Innan parken anlades rann dagvattnet från stora delar av Tumba orenat ut i Tullingesjön, vilket ledde till övergödning och förorening av sjön. Hamringe dagvattenpark har sitt namn efter närbelägna Villa Hamringe som ligger på en halvö i Tullingesjön, söder om Vita villorna. 
Syftet med anläggningen är att rena dagvattnet innan det rinner ut i Tullingesjön. Vattnet leds via Tumbaån för att sedan passera olika reningssteg (oljeavskiljare, sedimenteringsdamm med växter och sedimentering mellan flytväggar) innan det till slut kommer ut i Tullingesjön. Dammens funktion är att bromsa vattnets hastighet genom att leder det i meander så att partiklar och tungmetaller får tid att sjunka till botten. Området har gestaltats som en park med gångbroar, slingrande vägar och sittplatser. På dammen finns en grillplats. Dagvattenparken med omgivningar är en populär rastplats för fåglar under framförallt våren och hösten. Här trivs bland annat skäggdopping, fisktärna, sothöna, rörsångare och steglits.

## Bilder

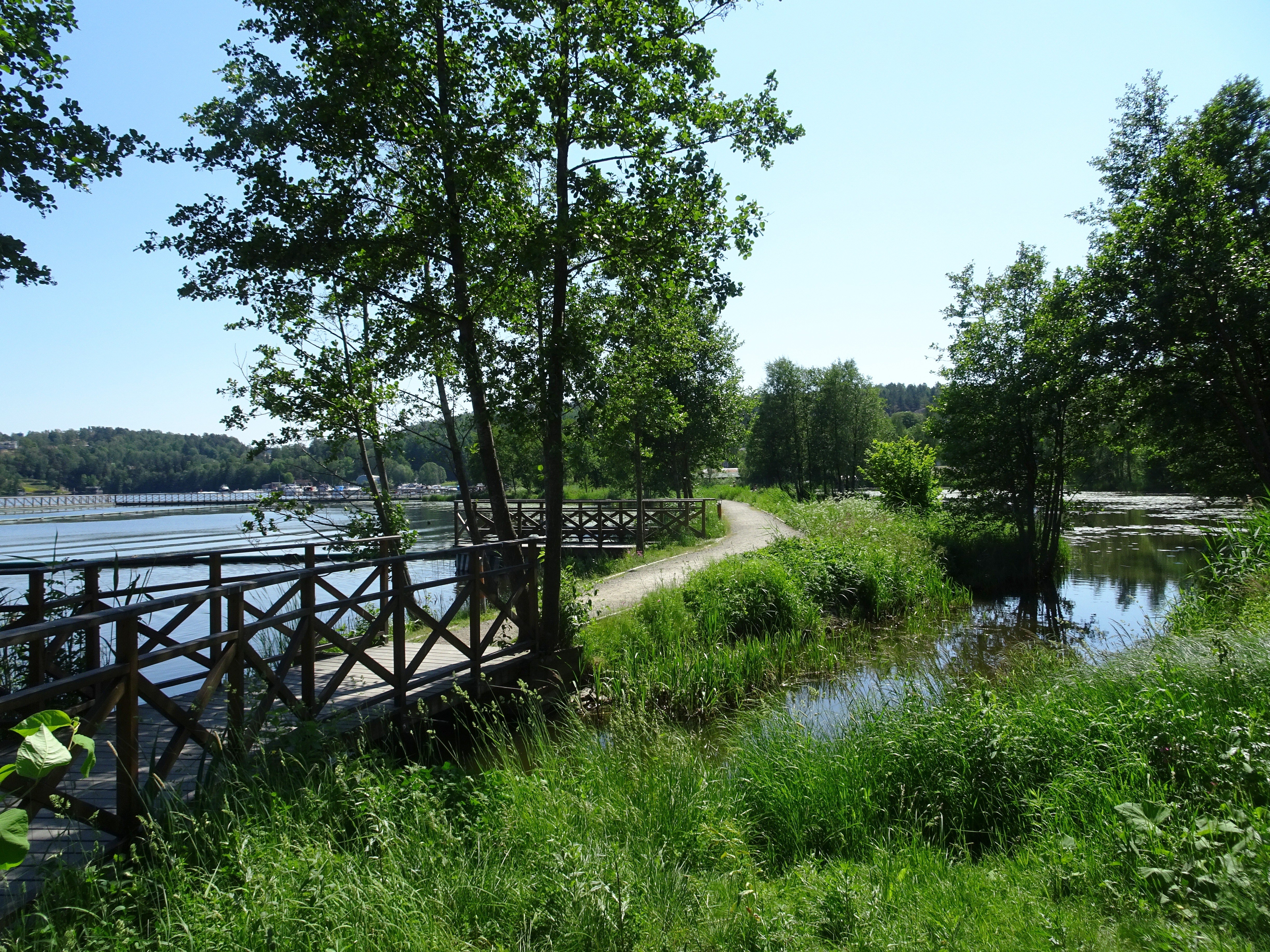
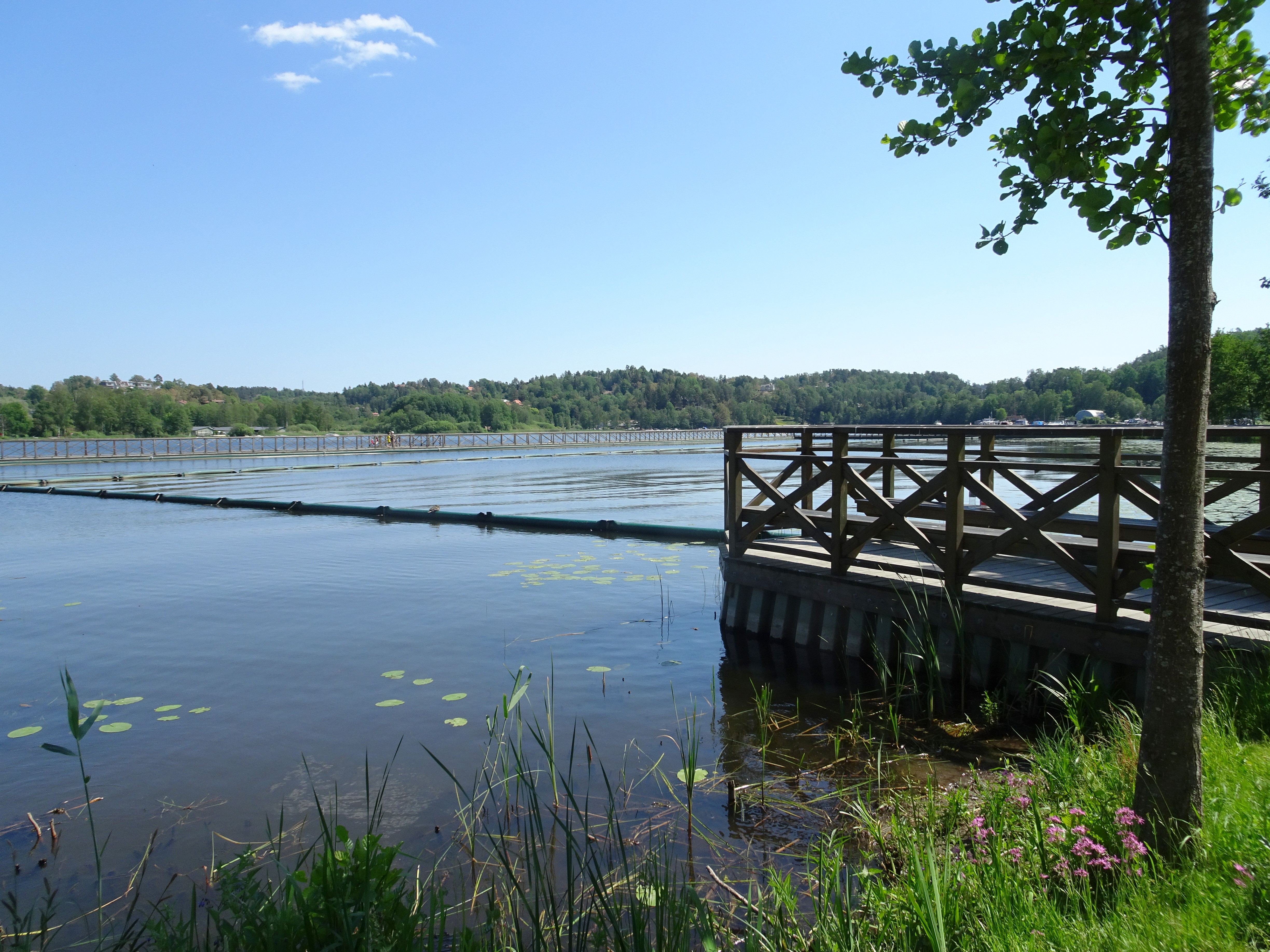
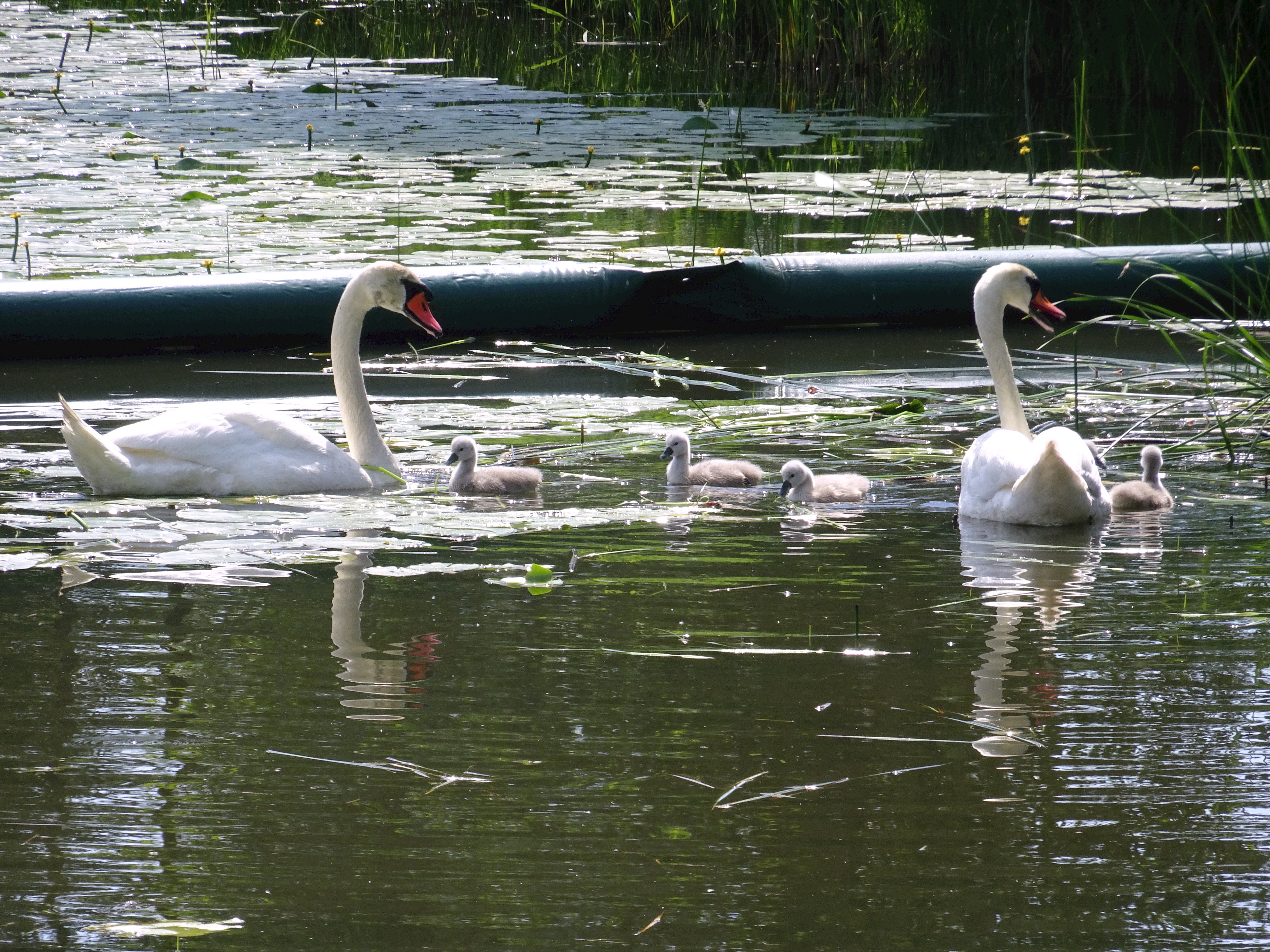
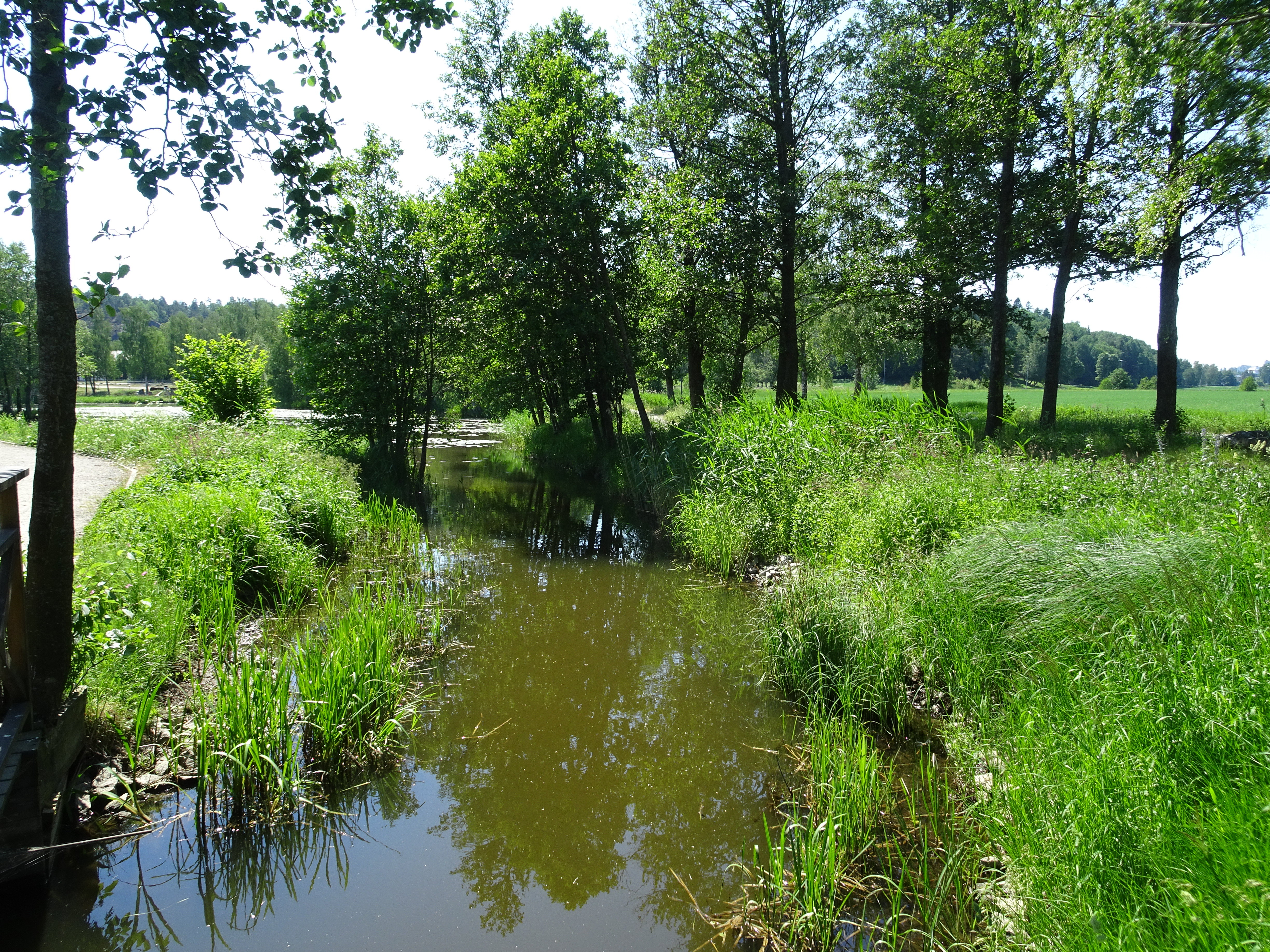
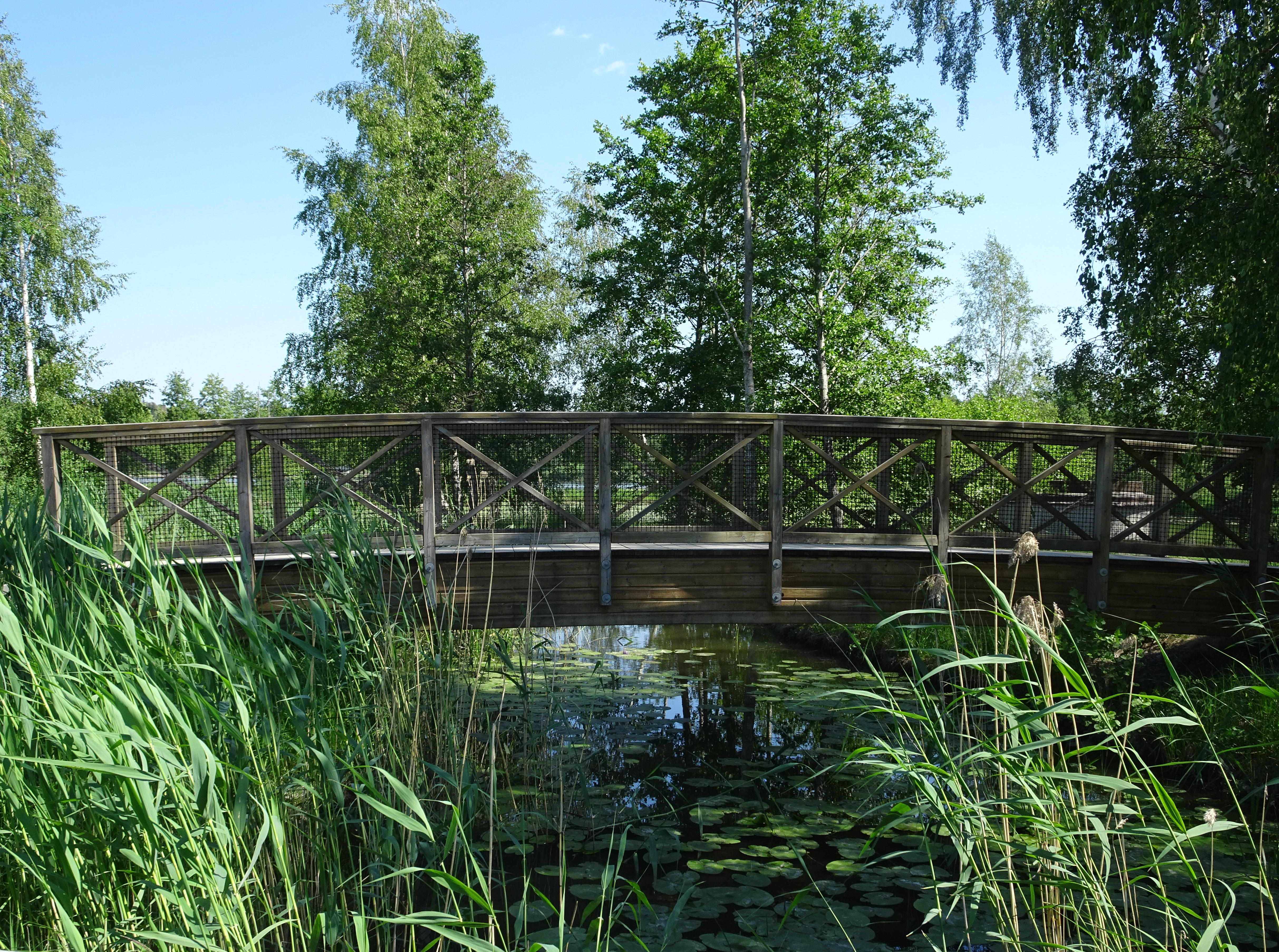